# Ёнэнага, Кунио
Кунио Ёнэнага (яп. 米長邦雄 Ёнэнага Кунио, 10 июня 1943 года — 18 декабря 2012 года) — японский профессиональный игрок в сёги, 9 дан, 3-й пожизненный кисэй. Президент Японской ассоциации сёги (2005—2012).
Родился в городе Масухо (префектура Яманаси). В 13 лет, став учеником Юдзи Сасэ (яп. 佐瀬勇次 Сасэ Ю:дзи), почётного 9 дана, переехал Токио, чтобы учиться в Сёрэйкай.
Являлся главным редактором ежемесячного журнала «Мир сёги».

## Биография и достижения
- 1943: родился в бывшем городке Масухо (в 2010 году этот городок вошёл в состав посёлка Фудзикава).
- 1956: поступил в Сёрэйкай, получив 6 профессиональный кю.
- 1959: 1 дан.
- 1963: стал профессионалом, получив 4 дан.
- 1979: 9 дан (за завоевание трёх титулов).
- 1996: 3-й пожизненный кисэй.
- 2003: как профессиональный игрок, ушёл в отставку.
- 2005: был избран президентом Японской ассоциации сёги.
- Результативность официальных партий: 1103 победы, 800 поражений, 1 дзисёги[4].
- Непрерывное участие в лиге А Дзюнъисэн: 26 лет.

По решению правительства Японии, посмертно награждён орденом Восходящего солнца. До него этого ордена за всю историю сёги были удостоены 5 сёгистов: Масао Цукада (1978, посмертно), Дзиро Като (1982), Юдзо Марута (1995), Ясуо Харада (1996) и Тацуя Футаками (2002).

## Титулы
| Титул   | Сезоны завоеваний     | Число титулов |
| ------- | --------------------- | ------------- |
| Мэйдзин | 1993                  | 1             |
| Дзюдан  | 1984—1985             | 2             |
| Кисэй   | 1973, 1987, 1994—1998 | 7             |
| Ои      | 1979                  | 1             |
| Кио     | 1978, 1980—1983       | 5             |
| Осё     | 1982, 1983, 1989      | 3             |

- Всего титулов: 19
- Участий в финальных титульных матчах: 48
- Побед в нетитульных матчах: 16[4]

## Ученики
- Манабу Сэндзаки (яп. 先崎学 Сэндзаки Манабу), 8 дан.
- Дайсукэ Накагава (яп. 中川大輔 Накагава Дайсукэ), 8 дан.
- Но Ито (яп. 伊藤能 Ито: Но), 6 дан.
- Иссэй Такадзаки (яп. 高崎一生 Такадзаки Иссэй), 6 дан.
- Таити Накамура (яп. 中村太地 Накамура Таити), 6 дан.
- Юя Нагаока (яп. 長岡裕也 Нагаока Юя), 5 дан.
- Наоко Хаясиба (яп. 林葉直子 Хаясиба Наоко) (Масару Катори), 5-й женский дан[6].